# Кнессет 7-го созыва
Кнессет 7-го созыва (ивр. הכנסת השביעית‎) — парламент Государства Израиль, действовавший в период с 17 ноября 1969 года по 21 ноября 1974 года. Кнессет 7-го созыва функционировал 5 лет и 4 дня.

## Результаты выборов
Результаты приводятся по данным сайта кнессета
Выборы состоялись 28 октября 1969 года.
Количество избирателей: 1 758 685
Общее количество учтённых голосов: 1 367 743
Процентный барьер: 1 %
Количество голосов за парламентское место: 11 274
| Фракция                            | Количество учтённых голосов | Голоса избирателей в процентном соотношении | Количество мандатов |
| ---------------------------------- | --------------------------- | ------------------------------------------- | ------------------- |
| «Маарах»                           | 632 045                     | 46,2                                        | 56                  |
| «Блок Херут Либералы»              | 296 294                     | 21,7                                        | 26                  |
| «Религиозно - национальная партия» | 133 238                     | 9,7                                         | 12                  |
| «Агудат Исраэль»                   | 44 002                      | 3,2                                         | 4                   |
| «Партия независимых либералов»     | 43 933                      | 3,2                                         | 4                   |
| «Список Мамлахтит»                 | 42 654                      | 3,1                                         | 4                   |
| «Новый коммунистический список»    | 38 827                      | 2,8                                         | 3                   |
| «Прогресс и Развитие»¹             | 28 046                      | 2,1                                         | 2                   |
| «Поалей Агудат Исраэль»            | 24 968                      | 1,9                                         | 2                   |
| «Шитуф ве-Ахва»                    | 19 943                      | 1,4                                         | 2                   |
| «Этот Мир - новая сила»            | 16 853                      | 1,2                                         | 2                   |
| «Свободный центр»                  | 16 393                      | 1,2                                         | 1                   |
| «Коммунистическая партия Израиля»  | 15 712                      | 1,1                                         | 1                   |

## Состав фракций
Состав фракций приводится по данным сайта кнессета
Численный состав фракций не соответствует количеству мандатов полученных на выборах, так как некоторые депутаты не находились в текущем кнессете полный срок из-за ротации, смены должностей, переходов, объединений и пр.
| Фракция                            | Количество мандатов | Количество парламентских мест под конец сессии |
| ---------------------------------- | ------------------- | ---------------------------------------------- |
| «Маарах»                           | 56                  | 57                                             |
| «Блок Херут Либералы»              | 26                  | 26                                             |
| «Религиозно - национальная партия» | 12                  | 11                                             |
| «Агудат Исраэль»                   | 4                   | 4                                              |
| «Партия независимых либералов»     | 4                   | 4                                              |
| «Список Мамлахтит»                 | 4                   | 4                                              |
| «Новый коммунистический список»    | 3                   | 3                                              |
| «Прогресс и Развитие»¹             | 2                   | 2                                              |
| «Поалей Агудат Исраэль»            | 2                   | 2                                              |
| «Шитуф ве-Ахва»                    | 2                   | 2                                              |
| «Этот Мир - новая сила»            | 2                   | 0                                              |
| «Свободный центр»                  | 2                   | 2                                              |
| «Коммунистическая партия Израиля»  | 1                   | 1                                              |
| Независимый член Авнер Хай Шаки    | 0                   | 1                                              |
| Независимый член Шалом Коэн        | 0                   | 1                                              |

## История

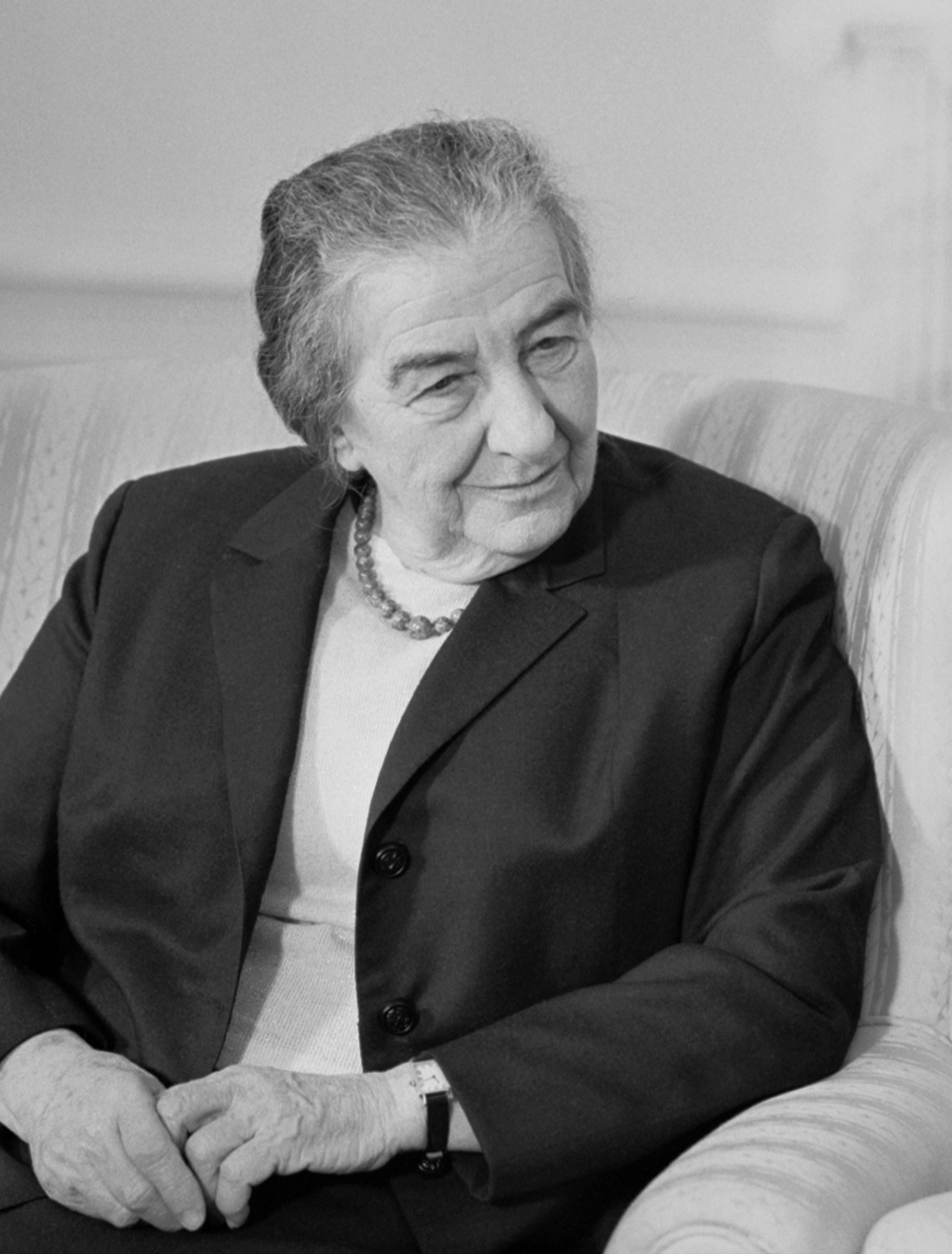
Голда Меир — премьер-министр Израиля при 15-м правительстве

Первое заседание прошло 17 ноября 1969 года

Председатель кнессета: Реувен Баркат, Исраэль Ишаяху-Шараби

Заместители председателя Кнессета: Мордехай Биби, Мордехай Зар, Ицхак Навон, Това Сангадрай, Цви Цимерман

Секретарь: Хаим Лиор, Натанель Лорч

## Наиболее важные законы, принятые Кнессетом 7-го созыва
- Закон о возвращении (вторая поправка), 1970 год
- Закон о еврейских религиозных службах, 1970 год
- Закон о финансировании партий, 1973 год